# Sarmatisme

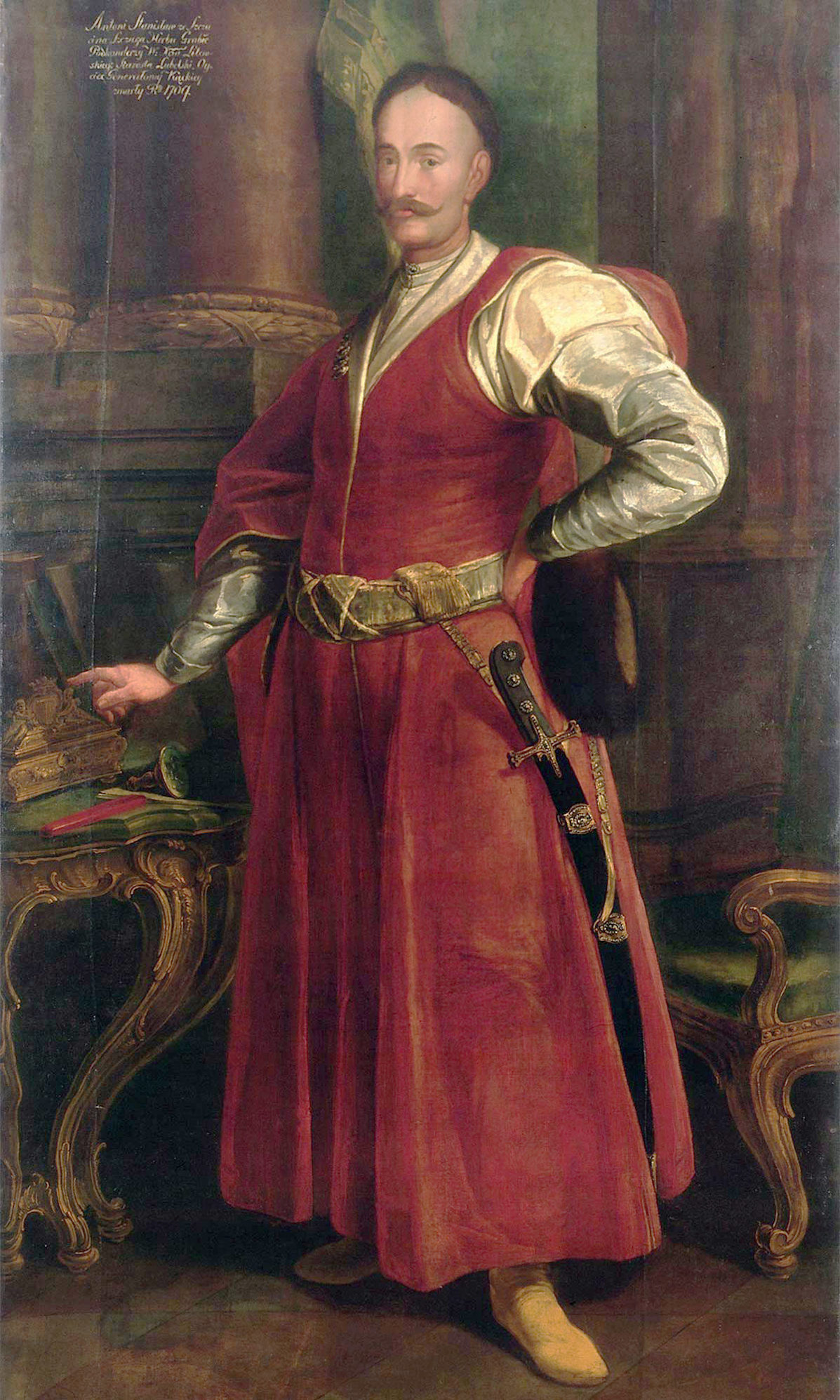
Stanisław Antoni Szczuka dans un kontusz (traditionnel habit sarmate), portrait populaire, imaginaire de Stanisław Antoni Szczuki, vers 1735-1740, auteur anonyme, palais de Wilanów.

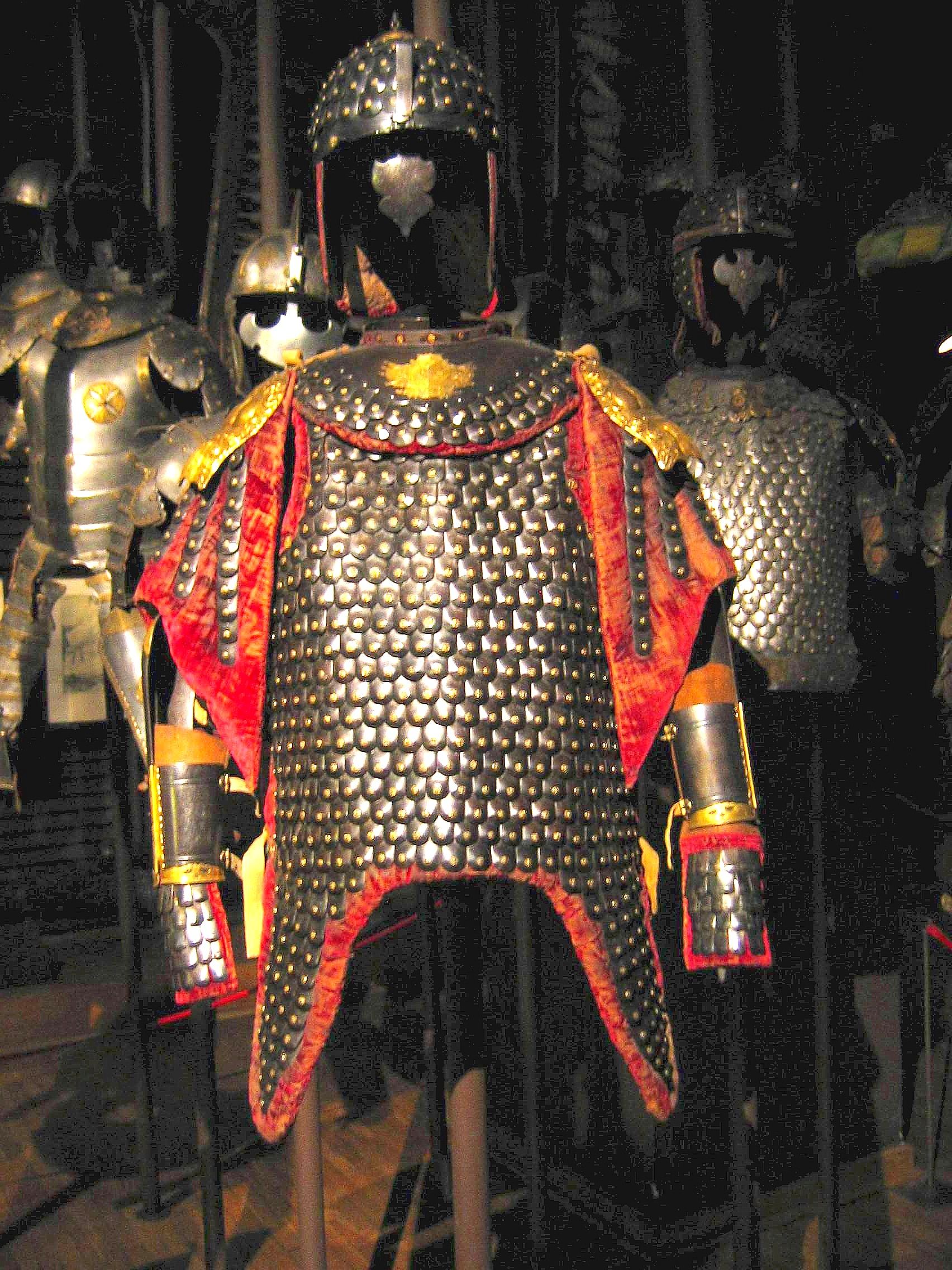
Corazzina (armure de mailles) de hussard dans le style sarmatique.

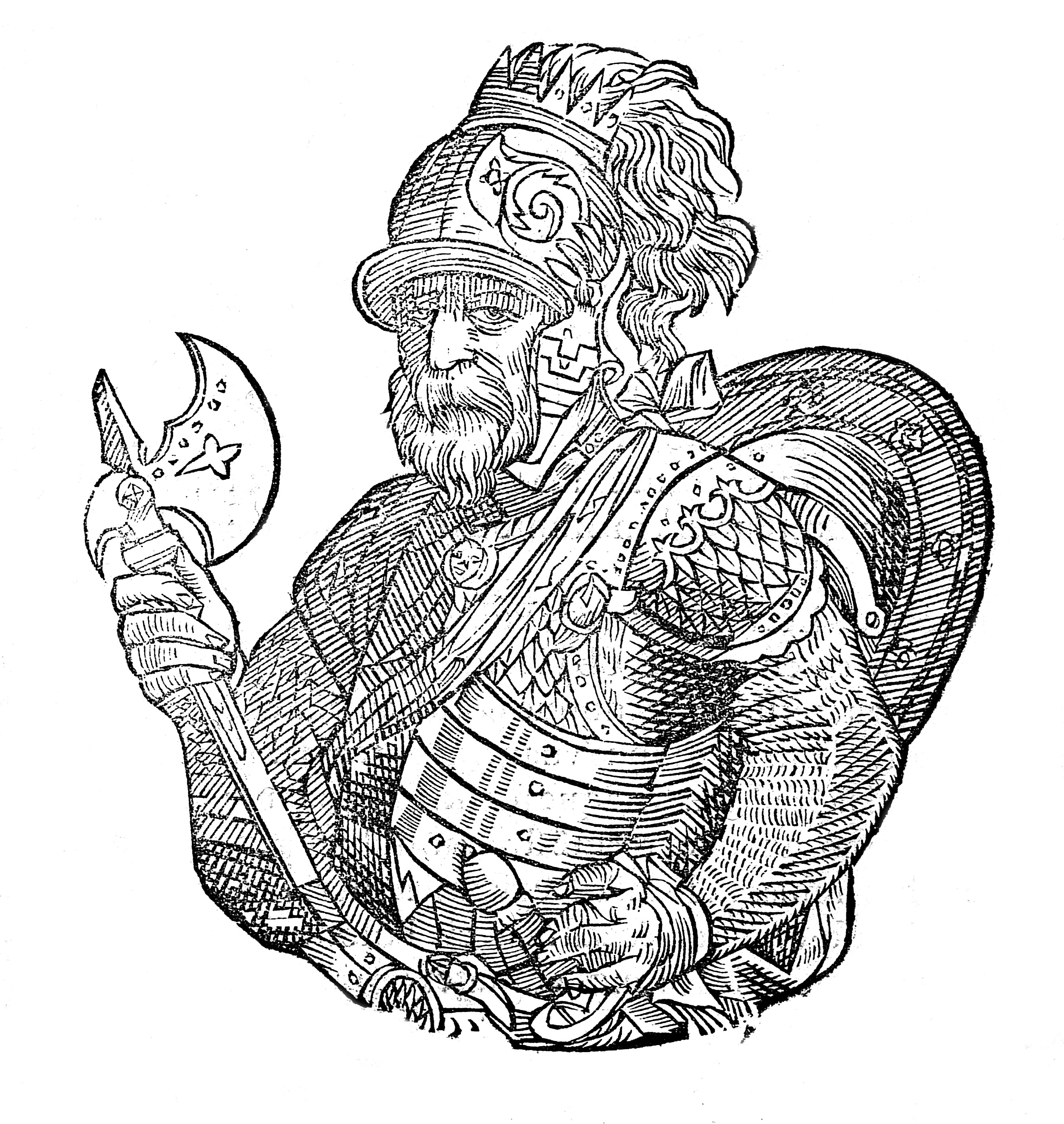
Illustration représentant Krakus : Sarmatiae Europeae descriptio, Spira, 1581.

Le sarmatisme est l'idée protochroniste de la période baroque, dominant dans la Rzeczpospolita à partir de la fin du XVIe siècle jusqu’à la deuxième moitié du XVIIIe siècle. Fondée sur la croyance que la petite noblesse polonaise (szlachta) descendait en droite ligne des peuples antiques des Sarmates, Roxolans et autres Scythes établis dans la steppe pontique entre le Don et l'Oural, cette idée affirmait qu'elle en avait hérité la vaillance, le courage et le goût de la liberté.
Cette culture est considérée comme un ensemble de règles familiales, sociales et nationales homogènes, mais élastiques.
Le sarmatisme a joué un rôle important dans la littérature baroque polonaise et a beaucoup influencé l'état d'esprit, les mœurs et l'idéologie de la noblesse polonaise. Il a donc influencé l'identité de la nation polonaise après l'Union de Lublin et a eu une importance semblable aux mythes concernant les anciens Germains pour les Allemands, ou les Gaulois pour les Français.